# Der Usedom-Krimi: Träume

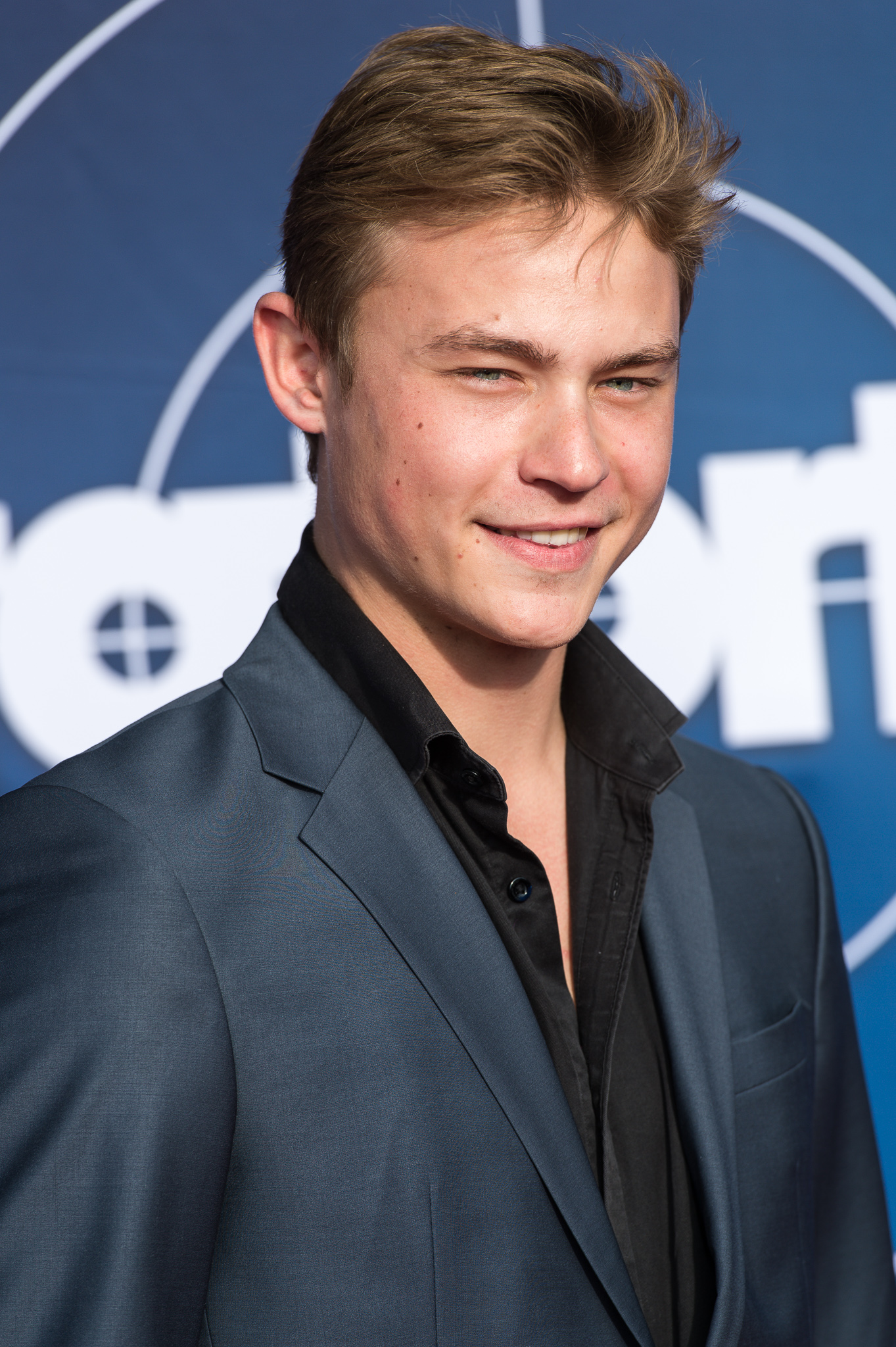
Dennis Mojen spielt den Bauunternehmersohn Michi Sievers (Foto von 2015)

Träume ist ein Fernsehfilm aus der Kriminalfilmreihe Der Usedom-Krimi. Er wurde im Auftrag von ARD Degeto und dem NDR von der Razor Film Produktion für Das Erste produziert. Die 10. Folge der Filmreihe wurde am 14. November 2019 erstgesendet.

## Handlung
Bei dem wohlhabenden Usedomer Bauunternehmer Jörn Sievers steht einiges an. Sohn Michi möchte seinen Pflichtanteil einfordern und Tochter Merle ist im dritten Monat schwanger. Mit dem zukünftigen Schwiegersohn Sascha Hörne, einem aufstrebenden Architekten, kommt er sehr gut klar. Doch dann wird dieser tot aufgefunden. Was zuerst wie ein missglückter Autodiebstahl aussieht, bei dem das Opfer erschlagen wurde, stellt sich als eine Inszenierung dar. Aufgrund ihres merkwürdigen Verhaltens machen sich mehrere Personen im familiären Umfeld verdächtig. Neben Michi und Merle auch die Haushälterin Ilka Bodin, sowie deren Bruder Dirk, gleichzeitig väterlicher Kumpel von Michi. Michi selbst hätte ein Motiv, so könnte er, der vom Vater eher für einen Versager gehalten wird, im erfolgreichen Hörne einen Konkurrenten gesehen haben.
Die Obduktion ergibt, dass die Kopfwunde nicht tödlich war. Hingegen findet sich Wasser in der Lunge, was auf Ertrinken hinweist. Der oder die Täter müssen das nicht gewusst haben, sonst hätten sie einen Ertrinkungstod inszeniert. Hörnes Wagen wird gleichzeitig in Polen gefunden. Auf diesem finden sich Fingerabdrücke der polnischen Hotelangestellten Iwona Rudek. Als dann noch Fotos von ihr mit dem Opfer in romantischer Pose auftauchen, wird sie zur Hauptverdächtigen. Kommissar Gadocha glaubt dies jedoch nicht, kennt er Iwona schon seit ihrer Jugend. Er teilt Karin aber mit, dass Iwona hin und wieder etwas mit Prostitution dazu verdient. Einer ihrer Kunden ist Dirk Bodin. Von ihm erfährt Karin, dass Dirk und Iwona die Fotos gestellt haben, um dem 'Lackaffen' Hörne eines auszuwischen. Weitere Fotos Bodins belegen, dass Hörne nicht auf die Avancen der Frau einging, was Iwona entlastet. Dann findet sich in Bodins Schuppen Hörnes Tasche, was ihn zum Hauptverdächtigen macht.
Doch es gibt Ungereimtheiten. So stellt sich heraus, dass Jörn Sievers den Wagen von Hörne nach Polen gefahren hat. Als Karin Sievers in dessen Haus darauf anspricht, kommt es zu einem Handgemenge, bei dem Sievers das Hemd aufreißt und man Zeichen einer Bestrahlungstherapie sieht. Jörn Sievers hat nur noch maximal ein paar Monate zu leben und nur ganz wenigen Personen davon erzählt, damit es nicht bekannt wird und seine Firma dadurch keine Aufträge verliert. Ilka Bodin fühlt sich durch die Nichtinformation gekränkt und verrät, dass Merle ihn umgebracht hat. Merle war gerade in der Waschküche, als ihr Verlobter einen Anruf bekam, bei dem ihm mitgeteilt wurde, dass er für seinen Entwurf eines Großprojekts eine lukrative Stelle in China antreten darf. Dass beide jetzt trotz der Erkrankung des Vaters nach China gehen sollen, kam für Merle einem Affront gleich. Sie war davon sehr überfordert und schlug in Rage mit einer Rohrzange nach Sascha. Dieser fiel daraufhin auf den Boden und ertrank am noch auf dem Boden stehenden Waschmaschinenwasser. Ihr Vater hat die Leiche dann weggeschafft.

## Produktion
Der Film wurde vom 5. November 2018 bis zum 6. Dezember 2018 vorwiegend auf der Ostseeinsel Usedom sowie in Berlin gedreht. Wichtige Aufnahmen fanden an der Seebrücke Bansin statt.

## Rezeption

### Kritik
Die Kritiker der Fernsehzeitschrift TV Spielfilm werteten den Film kommentarlos mit dem Daumen nach oben.
Rainer Tittelbach vergibt in seiner Filmbesprechung auf tittelbach.tv 4 von 6 möglichen Punkten. Im Vergleich zu vorangegangenen Episode sei die Bildgestaltung „etwas weniger kunstvoll; dafür entwickeln die Schauplätze und das Szenenbild eine große narrative Kraft. […] Der Plot ist etwas überkonstruiert; wie allerdings der Whodunit bis zum bitteren Ende ausgereizt wird – das dürfte Rätselkrimi-Freunden gefallen.“
Oliver Armknecht bewertete die Folge auf film-rezensionen.de mit vier von zehn Punkten. Diese sei wie so oft in dieser Reihe mehr Drama als Krimi, auch anderweitig lasse der Film Abwechslung vermissen. Spannung suche man da vergebens.

### Einschaltquoten
Die Erstausstrahlung des Films am 14. November 2019 sahen in Deutschland 5,42 Millionen Zuschauer, was einem Marktanteil von 17,7 % entsprach.